# هربرت اوانس
هربرت اوانس (انگلیسی: Herbert Evans؛ ‏ ۱۶ آوریل ۱۸۸۲ – ۱۰ فوریهٔ ۱۹۵۲) بازیگر اهل بریتانیا بود.
از فیلم‌هایی که وی در آن نقش داشته‌است، می‌توان به شیطان رقاص، پرواز شناسایی، فصل باران آمد، شرلوک هولمز و بانگ وحشت، گیلدا، صخره‌های سفید دوور، سال‌های سبز، پل واترلو و حکم اشاره کرد.